# François Pienaar
François Pienaar   (Vereeniging, 2 de gener de 1967) és un ex jugador de rugbi, capità dels Springboks, que jugava en la posició de flanker i va portar a la seva selecció a la victòria a la Copa del Món de Rugbi de 1995, disputada al seu país.

## Biografia
Després de completar l'escola secundària a Witbank, va guanyar una beca esportiva per a la Universitat Rand Afrikaans, on hi va estudiar Dret. Va debutar al Transvaal Rugbi Union, equip de rugbi amb seu a Johannesburg, el 1989, abans de ser convocat a la selecció nacional (els Springboks) el 1993. Va ser nomenat capità dels Springboks des de la primera prova i va mantenir el càrrec fins que va abandonar l'equip en 1996. Segueix sent un dels més reeixits capitans dels Springboks de tots els temps. El 1994, l'equip va retenir la Currie Cup i els Springboks van arribar així mateix algunes victòries memorables. Pienaar va ser elegit jugador internacional de l'any per la revista Rugby World. El país es trobava en transició, després de l'esfondrament de l'apartheid i l'arribada de Nelson Mandela al maig de 1994. Mandela va donar tot el seu suport als Springboks, que només comptaven amb un jugador de raça negra, Chester Williams. Els Springboks van derrotar les seleccions d'Austràlia, Romania, Canadà, Samoa i França. Després van jugar la final amb els seus clàssics rivals de Nova Zelanda a l'estadi Ellis Park de Johannesburg.
Pienaar es va exercir en el temps extra, i malgrat la tensió del partit els tres punts del drop de Joel Stransky garantir una victòria dels Springboks. Després del partit, Pienaar va deixar en clar en una entrevista a peu de camp que l'equip havia guanyat el trofeu, no només per als 60.000 aficionats presents a l'Ellis Park, sinó per als 43 milions de sud-africans.
L'any 2000, Pienaar es va retirar com a jugador i el 2002 va tornar a Ciutat del Cap on viu amb la seva esposa Nerine i els seus dos fills, un dels quals té a Nelson Mandela com a padrí.
El 2008, l'escriptor John Carlin va publicar la seva novel·la El factor humà (Playing the enemy), que narra els contactes entre Pienaar i el president Nelson Mandela i com la victòria dels Springboks va aconseguir unir el poble sud-africà. El 2009 es va estrenar una pel·lícula basada en aquest llibre, Invictus, dirigida per Clint Eastwood, en la qual Pienaar és interpretat per l'actor Matt Damon